# Меридиан (фильм)
«Меридиан» — кинофильм Чарлза Бэнда с элементами фильма ужасов и эротики с участием Шерилин Фенн. В 1991 году фильм номинировался на премию за лучший фильм на фестивале Фантаспорту. У фильма довольно низкие оценки по таким причинам: плохая концовка, низкий бюджет

## Сюжет
Две американские студентки, окончив художественную школу, едут в Италию: одна реставрировать картины, а другая вступить в наследование отцовским замком. Когда реставратор навещает подругу в замке, они приглашают на обед бродячих артистов, а те подсыпают им наркотики, что приводит к страстной оргии. Владелице замка в видениях является молодая женщина, зарезанная в этом доме. Поговорив с няней, она узнаёт, что женщина из видения — её тётя по линии отца, убитая из-за проклятия, лежащего на их семье с XV века. А следующая в линии она сама, и труппа, которую они угощали, — часть проклятия.

## В ролях
| Актёр              | Роль               |
| ------------------ | ------------------ |
| Шерилин Фенн       | Катрин Бомарзини   |
| Малькольм Джеймсон | Лоуренц/Оливер     |
| Хилари Мэсон       | Марта              |
| Чарли Спрадинг     | Джина              |
| Алекс Дэниэлс      | Зверь              |
| Фил Фондакаро      | Циркач-карлик      |
| Вернон Добчифф     | Сельский священник |
| Изабелла Селани    | Призрак замка      |

## Критика
Мэтт Серафини раскритиковал фильм в обзоре Dread Central за 2010 год, отметив, что, хотя ранее он называл этот фильм одним из своих любимых, «Меридиан» «не выдержал дальнейших пересмотров». Рецензент Allmovie раскритиковал фильм и дал ему 1,5 звезды из 5.